# Monarchie rhodésienne
La monarchie rhodésienne est le régime politique revendiqué par le gouvernement rhodésien, avec la reine Élisabeth II en tant que reine de Rhodésie, à la suite de la déclaration unilatérale d'indépendance du pays vis-à-vis du Royaume-Uni. Ce statut et ce titre, établis par la Constitution de 1965, ne sont toutefois pas acceptés par Élisabeth II elle-même.
En effet, le gouvernement britannique, ainsi que les Nations unies et presque tous les pays du monde, considèrent la déclaration d'indépendance de la Rhodésie comme illégale et l'existence d'un statut distinct pour le monarque britannique en Rhodésie n'est ainsi pas reconnue. La monarchie de facto rhodésienne disparaît en 1970, après la proclamation de la république.

## Histoire
La Rhodésie du Sud est une colonie de la Couronne dotée d'un gouvernement responsable depuis 1923 et la fin de l'administration de la British South Africa Company. Depuis cette date, le monarque britannique est représenté dans la colonie par le gouverneur de la Rhodésie du Sud. Cependant, devant l'accélération de la décolonisation de l'Afrique et l'arrivée au pouvoir de la population noire, le gouvernement du Front rhodésien déclare unilatéralement l'indépendance de la Rhodésie le 11 novembre 1965 pour maintenir la domination blanche. La déclaration d'indépendance réaffirme toutefois la loyauté du peuple rhodésien envers la reine Élisabeth II ; les signataires lui prêtent allégeance et la déclaration se termine par « God Save The Queen ».
En réponse, le Parlement britannique adopte une loi affirmant de jure le contrôle britannique sur la Rhodésie du Sud et accordant à la reine Élisabeth II le pouvoir d'agir directement dans la colonie. La reine prend alors un décret pour suspendre la Constitution, et limoge le gouvernement du Front rhodésien. Ces mesures sont ignorées par le Premier ministre de Rhodésie, Ian Smith, qui affirme qu'il s'agit d'un acte du gouvernement britannique et non d'une volonté de la reine.
Le gouvernement rhodésien cesse également de reconnaître le gouverneur de la Rhodésie du Sud, Sir Humphrey Gibbs (en), et lui demande de quitter sa résidence officielle, ce qu'il refuse de faire. Ian Smith demande alors à la reine Élisabeth II de nommer un gouverneur général pour la représenter, comme dans les autres royaumes du Commonwealth, mais celle-ci refuse et traite la demande comme si elle émanait d'un citoyen ordinaire, Smith n'étant plus considéré comme Premier ministre. Élisabeth II publie, par ailleurs, une déclaration formelle par l'intermédiaire de Sir Humphrey Gibbs dans laquelle elle rejette le titre de reine de Rhodésie.
En conséquence, Smith nomme Clifford Dupont comme officier chargé de l'administration du gouvernement en lieu et place de toute nomination royale. Les dirigeants rhodésiens suggèrent de nommer le duc de Montrose, descendant de la maison Stuart, comme régent, mais cette proposition est écartée car elle constitue une violation du Regency Act (en) adopté en 1953. Du côté britannique, le diplomate Michael Palliser (en) suggère que la reine Élisabeth II nomme son mari le prince Philip au poste de gouverneur général et qu'il soit dépêché à Salisbury avec un détachement de Coldstream Guards pour renverser Smith et le Front rhodésien. Toutefois, ce plan est jugé irréalisable en raison du principe de non-implication de la famille royale dans la vie politique et du risque couru par Philip.

## Rôle de la reine
Selon la Constitution rhodésienne non reconnue de 1965, les pouvoirs de la reine sont les mêmes qu'avant la déclaration unilatérale d'indépendance. Cependant, ils sont de facto exercés par l'officier chargé de l'administration du gouvernement plutôt que par le gouverneur de la Rhodésie du Sud, en l'absence de représentant de jure de la reine Élisabeth II. Toutes les lois rhodésiennes sont ainsi présentées à l'officier chargé de l'administration du gouvernement pour l'octroi de la sanction royale.
En 1968, la reine Élisabeth II exerce la « prérogative royale de clémence » en faveur de trois hommes africains condamnés à mort. Sa grâce est cependant ignorée par la Haute Cour de Rhodésie qui estime que, le gouvernement rhodésien n'ayant pas été consulté, cette décision émane des ordres du gouvernement du Royaume-Uni et non de la reine de Rhodésie, et les hommes sont tout de même exécutés.

## Symboles de la monarchie

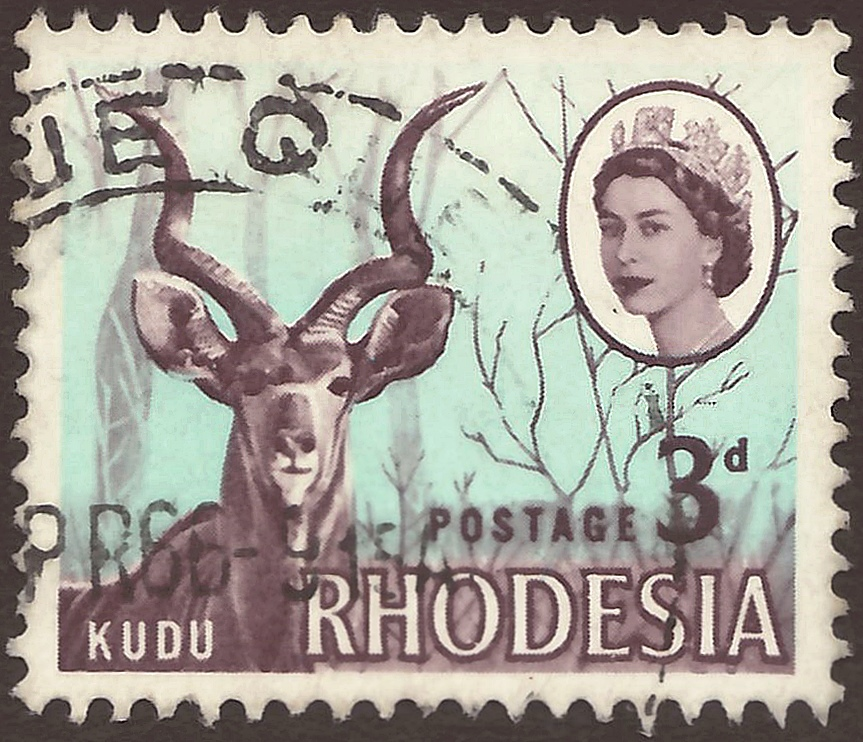
Timbre rhodésien représentant la reine Élisabeth II (médaillon), en 1966.

Le portrait de la reine figure sur les billets de banque et les pièces de monnaie de Rhodésie, ainsi que sur les timbres-poste.

## Proclamation de la république
Dès 1966, des voix s'élèvent pour que la Rhodésie devienne une république. Une commission est mise en place par le gouvernement en 1967 en vue de réviser la Constitution. Après que la grâce de la reine Élisabeth II a été ignorée, le gouvernement rhodésien annonce que l'anniversaire officiel de la reine ne sera plus un jour férié. Un mois plus tard, le Front rhodésien publie les propositions de la commission, comportant un référendum visant à abolir la monarchie et à établir une république dotée d'une nouvelle Constitution.
Ian Smith accepte cette proposition, arguant que le gouvernement britannique leur a « refusé la reine de Rhodésie ». En 1969, l'électorat se prononce en faveur de la proclamation de la république. L'Église catholique s'oppose à cette décision, craignant qu'elle n'entraîne une marginalisation accrue des Noirs rhodésiens, tandis que Sir Humphrey Gibbs démissionne de son poste de gouverneur. La république, non reconnue internationalement, est proclamée le 2 mars 1970, et la reine est officiellement révoquée de ses titres.
Clifford Dupont remplace Élisabeth II à la tête de l'État en tant que président de la république de Rhodésie. Alors que Ian Smith espérait qu'une telle démarche lui apporterait une légitimité internationale, elle a l'effet inverse. Tous les pays qui entretenaient des relations avec la Rhodésie, à l'exception du Portugal et de l'Afrique du Sud, retirent leurs missions diplomatiques du pays. En effet, ils maintenaient jusqu'à présent des relations avec le pays en raison de l'accréditation royale préexistante, mais ce raisonnement devient caduc en raison de l'instauration de la république. La Rhodésie reste une république non reconnue jusqu'à ce que le Zimbabwe-Rhodésie accepte de revenir au statut de colonie, en 1979. La reine Élisabeth II retrouve ses fonctions monarchiques sur la colonie, en tant que reine du Royaume-Uni, et nomme Christopher Soames comme gouverneur de la Rhodésie du Sud. Il reste en poste jusqu'à l'indépendance du pays sous le nom de Zimbabwe, finalement obtenue le 18 avril 1980.